# Distrito de Jeseník
El distrito de Jeseník es uno de los cinco distritos que forman la región de Olomouc, República Checa, con una población estimada a principio del año 2018 de 38 659 habitantes. 
Se encuentra ubicado al este del país, al este de Praga, cerca de la frontera con Polonia. Su capital es la ciudad de Jeseník.

## Localidades (población año 2018)
- Bělá pod Pradědem 1802
- Bernartice 910
- Bílá Voda 314
- Černá Voda 545
- Česká Ves 2429
- Hradec-Nová Ves 400
- Javorník 2775
- Jeseník 11271
- Kobylá nad Vidnavkou 382
- Lipová-lázně 2187
- Mikulovice 2560
- Ostružná 165
- Písečná 976
- Skorošice 734
- Stará Červená Voda 624
- Supíkovice 679
- Uhelná 473
- Vápenná 1329
- Velká Kraš 742
- Velké Kunětice 562
- Vidnava 1291
- Vlčice 403
- Zlaté Hory 3858
- Žulová 1248